# Paul Nurse
Paul Maxime Nurse, FRS (Londen, 25 januari 1949) is een Brits biochemicus en Nobelprijswinnaar. In 2001 won hij samen met Leland H. Hartwell en Tim Hunt de Nobelprijs voor Fysiologie of Geneeskunde voor hun ontdekking van cycline en cycline-afhankelijke kinase, centrale moleculen in de regulatie van de celcyclus.

## Biografie
Nurse, afkomstig uit een arbeidersgezin, groeide op in de wijk Wembley. In 1970 kreeg hij zijn diploma van de Universiteit van Birmingham. In 1973 haalde hij zijn Ph.D. in de biochemie aan de Universiteit van East Anglia. Begin 1976 identificeerde Nurse het gen cdc2 in gist Schizosaccharomyces pombe. Dit gen controleert de celcyclus van de G1-fase tot de S-fase, en de overgang van G2-fase naar mitose. In 1987 ontdekte Nurse het homologe gen CDK1 in mensen, welke codeert voor een cycline-afhankelijk kinase.
In 1984 werd Nurse lid van het Imperial Cancer Research Fund (ICRF). Hij vertrok in 1988 om voorzitter te worden van het departement van microbiologie aan de Universiteit van Oxford. In 1993 keerde hij terug naar de ICRF als directeur van de onderzoeksafdeling. In 1996 werd hij algemeen directeur van de ICRF. In 2003 werd hij de president van de Rockefeller-universiteit in New York, en in 2011 directeur van het Francis Crick Institute in Londen. Sinds 2010 is hij voorzitter van de Royal Society.
Nurse werd in 1999 geridderd en mag zich als sir laten aanspreken.

## Prijzen
Naast de Nobelprijs heeft Nurse nog vele andere prijzen gewonnen. In 1989 werd hij lid van de Royal Society. In 1995 ontving hij een Royal Medal en werd hij lid van de National Academy of Sciences. In 1998 ontving hij de Albert Lasker Award for Basic Medical Research.
In 2002 ontving Nurse het Franse Legioen van Eer. In 2005 ontving hij de Copley Medal. In april 2006 werd hij verkozen tot buitenlands erelid van de American Academy of Arts and Sciences.